# Chenorhamphus
Chenorhamphus is een geslacht van zangvogels uit de familie Maluridae (elfjes). Dit geslacht is sinds 2011 afgesplitst van Malurus.
Over de status als aparte soort van het Bosavi-elfje (Chenorhamphus campbelli) is geen consensus. Door BirdLife International wordt deze beschouwd als een ondersoort van het breedsnavelelfje.

## Soorten
Dit geslacht telt twee soorten:
- Chenorhamphus campbelli – Bosavi-elfje
- Chenorhamphus grayi – Breedsnavelelfje